# Petrophila inaurata
Petrophila inaurata is een vlinder uit de familie van de grasmotten (Crambidae), uit de onderfamilie van de Acentropinae. De wetenschappelijke naam van deze soort is voor het eerst gepubliceerd in 1781 door Caspar Stoll.
De soort komt voor in Suriname.